# Lockdown (2015)
Lockdown (2015) (também chamado de Impact Wrestling: Lockdown) foi um evento de luta profissional realizado pela Total Nonstop Action Wrestling, que ocorreu no dia 9 de janeiro de 2015 no Manhattan Center na cidade de New York, New York. Esta foi a nona edição da cronologia do Lockdown. Ao contrário das edições anteriores, este evento não foi realizado em formato de pay-per-view, mas sim como uma edição especial do Impact Wrestling exibido pela Destination America em duas partes (sendo a segunda transmitida em 6 de fevereiro).
| No.                                         | Lutas | Estipulações                                                                          |                                            |
| Parte 1 (exibido em 30 de janeiro de 2015)  | Parte 1 (exibido em 30 de janeiro de 2015)                                                                           | Parte 1 (exibido em 30 de janeiro de 2015)                                            | Parte 1 (exibido em 30 de janeiro de 2015) |
| ------------------------------------------- | --- | ------------------------------------------------------------------------------------- | ------------------------------------------ |
| 1                                           | Taryn Terrell derrotou Gail Kim e Madison Rayne                                                                      | 3Way Luta em uma jaula de aço pelo Campeonato Feminino das Knockouts                  |                                            |
| 2                                           | Jeff Hardy derrotou Abyss                                                                                            | Monster's Ball Luta em uma jaula de aço                                               |                                            |
| 3                                           | Mark Andrews, Rockstar Spud derrotou The BroMans (Jessie Godderz e Robbie E)                                         | Tag team Luta em uma jaula de aço                                                     |                                            |
| 4                                           | Bobby Lashley derrotou Austin Aries, Bobby Roode e MVP                                                               | Fatal 4-Way Luta em uma jaula de aço pelo Campeonato Mundial dos Pesos-Pesados da TNA |                                            |
| Parte 2 (exibido em 6 de fevereiro de 2014) | |                                                                                       |                                            |
| 1                                           | Tryus derrotou Mark Andrews e Rockstar Spud                                                                          | 2 on 1 Handicap Luta em uma jaula de aço                                              |                                            |
| 2                                           | Awesome Kong derrotou Havok                                                                                          | Tipos de combate de luta profissional#Lutas individuaisLuta em uma jaula de aço       |                                            |
| 3                                           | The Revolution (James Storm e Abyss derrotou The Hardys (Matt Hardy e Jeff Hardy)                                    | Tag team Luta em uma jaula de aço pelo Campeonato Mundial de Duplas da TNA            |                                            |
| 4                                           | Bobby Roode derrotou Eric Young                                                                                      | Tipos de combate de luta profissional#Lutas individuaisLuta em uma jaula de aço       |                                            |
| 5                                           | Team Angle (Kurt Angle, Gunner, Austin Aries e Lashley derrotou Beat Down Clan (MVP, Samoa Joe, Low Ki e Kenny King) | Luta Lethal Lockdown                                                                  |                                            |
| (c) - campeão antes da luta                 | |                                                                                       |                                            |